# Boris Pistorius
Boris Pistorius (* 14. března 1960 Osnabrück) je německý sociálnědemokratický politik, od ledna 2023 německý ministr obrany nejprve ve vládě Olafa Scholze, posléze ve vládě vládě Friedricha Merze. 

## Život
Členem SPD se stal Pistorius v roce 1976. Maturoval na gymnáziu Ernst-Moritz-Arndt Gymnasium. Poté nuceně sloužil v německém Bundeswehru a následně nastoupil studium práv na Univerzitě v Münsteru a Univerzitě v Osnabrücku. V letech 2006 až 2013 byl starostou Osnabrücku. V letech 2013 až 2017 působil jako zemský ministr vnitra a sportu v Dolním Sasku. 
V lednu 2023 se stal německým ministrem obrany poté, co na funkci rezignovala ministryně Christine Lambrechtová. V prosinci 2023 byl v průzkumu označen jako nejoblíbenější současný politik v Německu.